# Франк Во
Франк Во (фр. Franc) — денежная единица швейцарского кантона Во в 1804—1850 годах. Франк = 10 батцев (фр. batz), батц = 10 раппов (фр. rappe).

## История
Кантон Во, образованный в 1803 году, в соответствии с Актом посредничества получил право на чеканку монет. Чеканка монет кантона в батцах и раппах была начата в 1804 году. Выпуск банкнот был начат в 40-х годах XIX века.
Конституция Швейцарии, принятая в 1848 году, устанавливала исключительное право федерального правительства на чеканку монеты. К этому времени монеты кантона уже не чеканились, последние монеты в раппах были выпущены в 1816 году, в батцах — в 1834, монеты во франках чеканились только в 1845 году. 7 мая 1850 года был принят федеральный закон о чеканке монет, в том же году начата чеканка швейцарских монет.
Банкноты из обращения были изъяты значительно позже. Федеральный закон о выпуске и изъятии из обращения банкнот был принят только в 1881 году. В 1891 году внесены изменения в Конституцию Швейцарии, которые выпуск банкнот также передавали в ведение федерации. В 1905 году был принят закон о Национальном банке Швейцарии. Банк начал операции и выпуск банкнот в 1907 году, выпуск банкнот Во прекращён в 1910-м.

## Монеты и банкноты
Чеканились монеты: 1, 21⁄2 раппа, 1⁄2, 1, 5, 10, 20, 40 батцев, 1 франк.
Выпускали банкноты:
- Кантональный банк Во (основан в 1845, выпускал банкноты до 1910): 5, 20, 50, 100, 500, 1000 франков;
- Народный банк Бройе (основан в 1864, выпускал банкноты до 1881): 10, 20 франков;
- Philippe Genton & Co (ок. 1840 года): 100 франков;
- Felix Marcel (выпускал банкноты в 1843—1844 годах): 100 франков[3].